# Hof Chur
Hof Chur, ou plus simplement Hof est une ancienne commune de Suisse et un quartier de la ville grisonne de Coire, en Suisse.

## Histoire
L'histoire du quartier de Hof, situé sur une colline surplombant la ville, débute en 1514 lorsque l'empereur du Saint-Empire, Maximilien Ier, l'érigea en fief impérial et le remit à l'évêque de Coire. C'est dans ce quartier que sont alors construits la cathédrale et le château épiscopal de la ville.
Après la réforme protestante, les articles d'Ilanz conclus en 1526 redonnent à la ville de Coire le pouvoir politique sur le Hof, l'évêché y conservant la souveraineté juridique jusqu'en 1803. En 1852, la commune de Hof fut réunie à celle de Coire sur décision du parlement cantonal.